# 加藤あかり
加藤 あかり（かとう あかり、1992年4月9日 - ）は、日本の女子ラグビーユニオン選手。マネジメントは有限会社PREGIO 所属。
rugirl-7～(～2017.12)→ながとブルーエンジェルス（2018.4～12)→新チームにて活動。2019年4月より上運天あかりとして活動。

## プロフィール
- 沖縄県出身[1]。
- 身長 159cm、体重 56kg
- 沖縄県初の女子日本代表選手。
- 15人制女子日本代表[2]。
- ポジションはスタンドオフ(SO)、ウィング(WTB)、センター(CTB)。
- ニックネームはあかり、あぁ。

## 来歴
高校時代にタグラグビーと出会い、大学からラグビーを本格的に始めた。
- 2011年、沖縄石川高校卒業後、名桜大学に入る。
- 2015年、名桜大学卒業後、「東京カンパネラ」の株式会社アイルに務めていた[5]。
- 2017年、女子ラグビーワールドカップ2017の15人制女子日本代表バックアップメンバーに選ばれた[6]。